# Bolle Willum Luxdorph

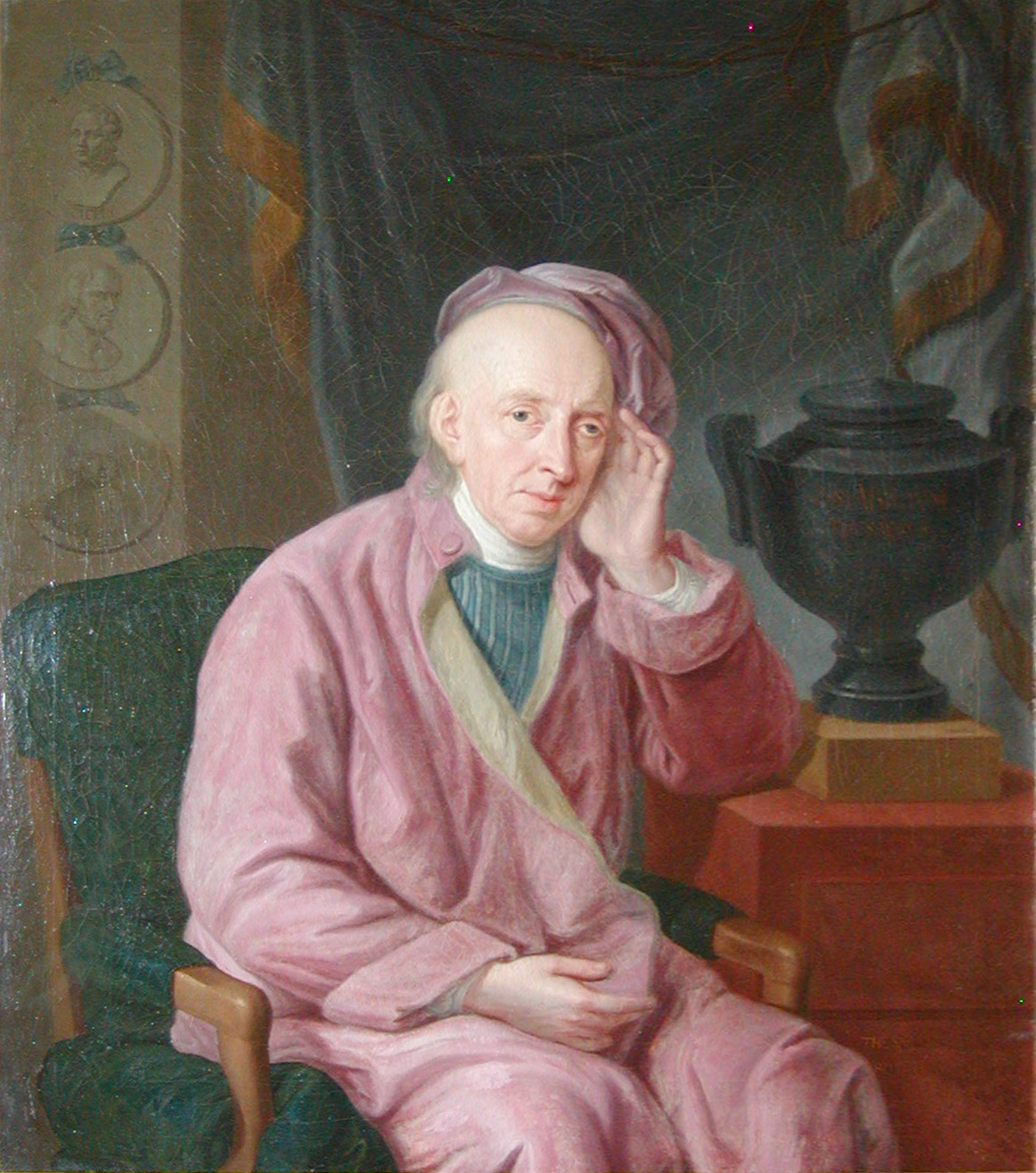
Bolle Willum Luxdorph

Bolle Willum Luxdorph (24 de julho de 1716 - 13 de agosto de 1788) foi um oficial do governo dinamarquês, historiador, escritor e colecionador de livros.

## Início da vida e educação
Luddorph nasceu em 24 de julho de 1817 em Copenhague, filho do coronel Christian Luxdorph (1684-1726) e de Susanne Magdalene Worm (1680-1735). Seu avô paterno era Bolle Luxdorph. Seu pai era dono da Mansão Mørup.

## Coleção de livros
Luxdorph deixou uma coleção de livros de 15 000 volumes. Foi vendido em leilão após sua morte. Os livros apresentam seus exlíbrios. Muitos deles estão agora na Biblioteca Real Dinamarquesa.

## Vida pessoal

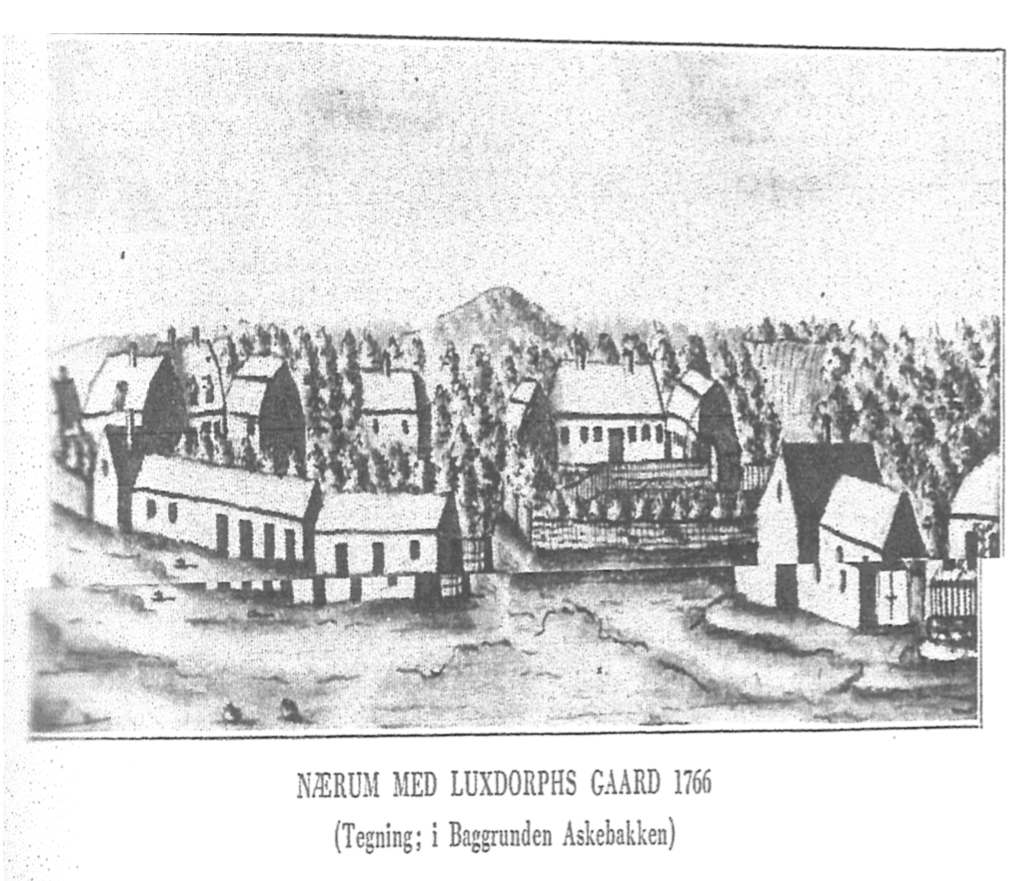
Casa de Luxdorph em Nærum, 1766

Luxdorph casou-se com Anna Bolette de Junge (1719-1781), filha de Severin de J. (1680-1757) e Catharine Wissing (1693-1724), em 14 de junho de 1748.
Ele possuía uma casa de campo em Nærum, mais tarde conhecida como a Casa Hartmann em homenagem a um proprietário posterior. Ele morreu em 13 de agosto de 1788 e está enterrado na Igreja de Trinitatis.